# Manuel Mier y Terán Lejeune
Manuel José Mier y Terán Lejeune fue un ingeniero químico e investigador científico mexicano, nacido en Mérida, Yucatán, en 1921 y fallecido en la misma ciudad en 1990.

## Datos biográficos
Fue investigador en el área de tecnología en la Armour College de Chicago después de haber completado sus estudios en el Instituto Tecnológico de Rensselaer en Troy, Nueva York. Más tarde fue investigador y fundador del Instituto Mexicano de Investigaciones Tecnológicas creado por el Banco de México para promover la investigación científica en México.
Fue después, a su retorno a Yucatán, director de planeación económica del estado de Yucatán, de 1964 a 1970, durante la administración del gobernador Luis Torres Mesías y como tal fue el primero en publicar información estadística del comportamiento económico de la entidad, incluyendo tanto los datos registrados como su interpretación sociopolítica.
Fue fundador, director y docente del Instituto Tecnológico de Mérida y su trabajo, meritorio, está reconocido en el hecho de que la biblioteca del Centro de Graduados de la institución educativa lleva su nombre. Miembro fundador de Compañeros de América en Yucatán, institución que coordinó las actividades para el establecimiento del Central College de la Universidad de Iowa en la Península de Yucatán que se ha convertido en prestigioso centro de estudios para extranjeros en la región.
Trabajó en el Consejo Nacional de Ciencia y Tecnología de 1971 hasta su muerte, habiendo sido su director regional para el sureste de México, con sede en Mérida, Yucatán. Durante su tarea en el CONACYT condujo estudios sobre la composición química del extracto del henequén, subproducto en el proceso de desfibración del agave, cuyos resultados permitieron agregar valor económico a la  industria henequenera que era aún en la época, a pesar de su decadencia, eje de la economía regional.